# Falcons de St. Augustine's
Les Falcons de St. Augustine's (en anglais : St. Augustine's Falcons ) sont un club omnisports universitaire de l'Université Saint Augustine's (États-Unis).
Basés à Raleigh (Caroline du Nord), les Falcons sont en seconde division NCAA, depuis 1933 dans la Central Intercollegiate Athletic Association.

## Liste des équipes
Equipes masculines
- Basket-ball
- Baseball
- Cross Country
- Football
- Golf
- Athlétisme

Equipes féminines
- Basketball
- Bowling
- Cross Country
- Softball
- Athlétisme
- Volley-ball